# Тарса
Тарса — река в России, протекает в Инсарском и Кадошкинском районах Республики Мордовия. Устье реки находится в 44 км по левому берегу реки Исса. Длина реки составляет 17 км, площадь водосборного бассейна — 45,8 км².
Исток реки севернее села Челмодеевский Майдан в 13 км к северо-западу от города Инсар. Река течёт на северо-восток, верхнее течение находится в Инсарском районе, нижнее — в Кадошкинском. Река протекает деревню Свобода и село Ямщина, где на реке образована запруда. Впадает в Иссу в селе Большая Поляна.

## Данные водного реестра
По данным государственного водного реестра России относится к Окскому бассейновому округу, водохозяйственный участок реки — Мокша от истока до водомерного поста города Темников, речной подбассейн реки — Мокша. Речной бассейн реки — Ока.
По данным геоинформационной системы водохозяйственного районирования территории РФ, подготовленной Федеральным агентством водных ресурсов:
- Код водного объекта в государственном водном реестре — 09010200112110000027452
- Код по гидрологической изученности (ГИ) — 110002745
- Код бассейна — 09.01.02.001
- Номер тома по ГИ — 10
- Выпуск по ГИ — 0